# Red de Investigación sobre la Globalización y las Ciudades del Mundo
La Red de Investigación sobre Globalización y Ciudades del Mundo (GaWC) es un centro de reflexión que estudia las relaciones entre las ciudades del mundo en el contexto de la globalización. Tiene su sede en el departamento de geografía de la Universidad de Loughborough, en Leicestershire (Reino Unido). GaWC fue fundado por Peter J. Taylor en 1998. Junto con Jon Beaverstock y Richard G. Smith, crearon la categorización bienal del GaWC de las ciudades del mundo en niveles "Alfa", "Beta" y "Gamma", en función de su conectividad internacional.

## Clasificación de las ciudades en el GaWC
El GaWC examina ciudades de todo el mundo para reducirlas a una lista de ciudades mundiales, y luego las clasifica en función de su conectividad a través de cuatro "servicios avanzados al productor": contabilidad, publicidad, banca/finanzas y derecho.El inventario del GaWC otorga más importancia a la economía de las ciudades que a los factores políticos o culturales. Además de las categorías de ciudades mundiales "Alfa" (con cuatro subcategorías), ciudades mundiales "Beta" (tres subcategorías) y ciudades mundiales "Gamma" (tres subcategorías), las ciudades del GaWC incluyen ciudades adicionales de nivel "Alta suficiencia" y "Suficiencia".
El GaWC publicó clasificaciones de ciudades en 1998, 2000, 2004, 2008, 2010, 2012, 2016, 2018 y 2020. La clasificación de 2004 añadió varios indicadores nuevos, al tiempo que seguía dando más importancia a la economía de las ciudades que a los factores políticos o culturales. La lista de 2008, similar a la versión de 1998, se clasifica en categorías de ciudades del mundo Alfa (con cuatro subcategorías), ciudades del mundo Beta (tres subcategorías), ciudades del mundo Gamma (tres subcategorías), y ciudades adicionales con presencia Alta o Suficiente. La lista ha sido propensa a cambios en las clasificaciones. Por ejemplo, algunas ciudades que fueron seleccionadas antes de 2018, como las ciudades estadounidenses de Greensboro y Providence, ya no están clasificadas como de nivel Suficiente.

## 2022 clasificación de ciudades
Los resultados de la clasificación para 2022 se derivan de las actividades de 175 empresas líderes que prestan servicios avanzados a productores en 802 ciudades de todo el mundo. Los resultados deben interpretarse en el sentido de que indican la importancia de las ciudades como nodos de la red mundial de ciudades (es decir, que permiten la globalización empresarial).Las ciudades de la clasificación 2022 son las siguientes, ordenadas alfabéticamente por sección:
(1) o (1) indica que una ciudad ha subido o bajado una categoría desde la clasificación de 2020.

### Alfa
Las ciudades de nivel Alfa están vinculadas a los principales estados/regiones económicos y altamente integradas en la economía mundial. Las ciudades de nivel Alfa se clasifican en cuatro secciones: Ciudades Alfa ++, Alfa +, Alfa y Alfa -.

#### Alfa ++
Las ciudades Alfa ++ son las más integradas en la economía mundial:
- Londres

- Nueva York

#### Alfa +
Alpha + son "otras ciudades muy integradas que complementan a Londres y Nueva York, cubriendo en gran medida las necesidades de servicios avanzados de la región del Pacífico/Asia":
- Beijing

- Dubái

- Hong Kong

- París

- Shanghái

- Singapur

- Tokio

#### Alfa
- Bangkok

- Berlin (1)

- Bogotá (1)

- Boston

- Buenos Aires

- Dublín

- Guangzhou

- Ho Chi Minh (2)

- Johannesburgo

- Lisboa

- Manila

- Melbourne

- Múnich

- Nueva Deli

- Praga

- Riad

- San Francisco

- Santiago

- Shenzhen

- Estocolmo

- Taipéi

- Tel Aviv (1)

- Viena

- Washington D. C. (1)

- Zúrich

#### Alfa −
- Bangkok

- Berlín (1)

- Bogotá (1)

- Boston

- Buenos Aires

- Dublín

- Guangzhou

- Ho Chi Minh (2)

- Johannesburgo

- Lisboa

- Manila

- Melbourne

- Múnich

- Nueva Deli

- Praga

- Riad

- San Francisco

- Santiago

- Shenzhen

- Estocolmo

- Taipéi

- Tel Aviv (1)

- Viena

- Washington D. C. (1)

- Zúrich

### Beta
Las ciudades de nivel Beta son ciudades que vinculan regiones económicas moderadas a la economía mundial y se clasifican en tres secciones, ciudades Beta +, Beta y Beta -.

#### Beta +
- Atenas (1)

- Atlanta

- Auckland

- Barcelona

- Bucarest

- Budapest

- Cairo

- Casablanca (1)

- Chengdu

- Copenhague

- Dallas

- Doha

- Düsseldorf

- Hamburgo

- Hangzhou (1)

- Hanói (1)

- Houston

- Kiev (1)

- Lima

- Miami

- Montevideo (1)

- Montreal (1)

- Nairobi (1)

- Roma

- Tianjin (1)

#### Beta
- Abu Dabi

- Alma Ata (1)

- Bangalore (2)

- Beirut (1)

- Bratislava (1)

- Brisbane (1)

- Ciudad del Cabo

- Caracas (1)

- Chongqing

- Denver

- Daca (1)

- Ginebra (1)

- Helsinki

- Jinan (1)

- Karachi

- Lagos (1)

- Manama

- Nankín

- Ciudad de Panamá

- Perth

- Río de Janeiro

- San José (1)

- Seattle

- Sofía (1)

- Vancouver (1)

#### Beta −
- Belgrado

- Calgary

- Changsha

- Dalian

- Kuwait

- Nicosia

- Oslo (1)

- Filadelfia (1)

- Quito

- Shenyang

- Stuttgart

- Túnez

- Wuhan

- Xiamen

- Zagreb

### Gama
Las ciudades de nivel Gama son ciudades que vinculan regiones económicas más pequeñas a la economía mundial y se clasifican en tres secciones, ciudades Gama +, Gama y Gama -.

#### Gama +
- Acra (2)

- Amán (1)

- Amberes

- Austin (1)

- Chennai (2)

- Dar es-Salam

- Detroit (1)

- Ciudad de Guatemala (1)

- Kunming

- Lahore (1)

- Lyon (1)

- Mánchester (1)

- Mineápolis (1)

- Monterrey (1)

- Muscat (1)

- Porto

- Pune

- Róterdam

- Qingdao

- San Diego (1)

- San Juan (1)

- Santo Domingo (1)

- San Luis

- Suzhou

- Valencia (1)

- Zhengzhou (1)

#### Gama
- Adelaide (1)

- Colombo

- Harare (1)

- Hefei (1)

- Hyderabad (2)

- Islamabad (1)

- Yeda (2)

- Kampala (2)

- Lusaka (2)

- Osaka (2)

- Nom Pen (1)

- San Salvador (2)

- Tiflis (1)

- Xi'an (2)

#### Gama −
- Baku (2)

- Bristol (1)

- Charlotte (2)

- Colonia (2)

- Dakar (1)

- Douala

- Edinburgh (3)

- Fuzhou

- Gothenburg (1)

- Haikou (1)

- Managua (1)

- Medellín (2)

- Riga (2)

- San Jose (2)

- Tampa (3)

- Taiyuan

- Tirana (1)

### Suficiencia
Las ciudades de nivel de suficiencia son ciudades que tienen un grado suficiente de servicios para no depender excesivamente de las ciudades mundiales. Se clasifican en ciudades de alta suficiencia y ciudades de suficiencia.

#### Alta suficiencia
- Abiyán

- Ahmedabad (3)

- Argel (3)

- Ankara (2)

- Asunción (1)

- Baltimore (3)

- Belfast (3)

- Bilbao (1)

- Birmingham

- Changchun (1)

- Cleveland (1)

- Curitiba

- Dammam

- Durban (2)

- Guadalajara (3)

- Guayaquil (2)

- Harbin (1)

- Kansas (1)

- Calcuta (3)

- La Paz (2)

- Limasol (1)

- Liubliana (3)

- Luanda (1)

- Maputo (1)

- Marsella (1)

- Milwaukee (1)

- Moscú (8)

- Nanchang (1)

- Nashville (2)

- Nasáu (1)

- Ningbo

- Penang (1)

- Phoenix (3)

- Pittsburgh (1)

- Querétaro (1)

- Tallin (1)

- Tegucigalpa (2)

- Urumqi (1)

- Wellington (2)

- Rangún

#### Suficiencia
- Aarhus

- Aberdeen

- Abuya (1)

- Aguascalientes

- Alejandría

- Astaná

- Bandar Seri Begawan

- Barranquilla

- Basilea

- Belo Horizonte (2)

- Bergen

- Berna

- Biskek

- Blantire

- Bolonia

- Burdeos

- Brasília (1)

- Bremen

- Bursa

- Cali

- Campinas

- Canberra

- Cebu

- Cincinnati (1)

- Ciudad Juárez

- Christchurch

- Columbus (2)

- Des Moines

- Dresde

- Edmonton (2)

- Essen

- Foshan[Notas 1]

- Fukuoka

- Gaborone

- George Town (5)

- Glasgow (4)

- Génova

- Grenoble

- Guiyang

- Hamilton

- Halifax

- Hannover

- Hartford (1)

- Hohhot

- Indianápolis (1)

- Esmirna

- Jacksonville

- Johor Bahru (1)

- Kabul

- Kaohsiung (2)

- Katmandú[Notas 2]

- Katowice (2)

- Kigali

- Kingston

- Cochín

- Cracovia (1)

- Labuán

- Lanzhou

- Las Vegas

- Lausana (2)

- Leeds (1)

- Leipzig

- León

- Libreville

- Lieja

- Lille

- Lilongüe[Notas 3]

- Linz

- Liverpool

- Lodz

- Louisville

- Málaga (2)

- Malmö (3)

- Mannheim

- Mérida

- Mexicali

- Nagoya (2)

- Nanning

- Nantes (3)

- Nápoles

- Newcastle upon Tyne

- Niza

- Nottingham

- Núremberg

- Oklahoma City

- Ottawa (3)

- Orlando (4)

- Palo Alto

- Portland

- Port Louis (2)

- Puerto España (1)

- Porto Alegre (1)

- Poznan (2)

- Pretoria

- Puebla (1)

- Quebec

- Raleigh (1)

- Recife

- Reikiavik

- Richmond

- Sacramento (2)

- Salt Lake City (2)

- San Antonio (1)

- San Luis Potosí

- Saná

- Santa Cruz de la Sierra

- Sarajevo

- Sevilla (1)

- Shijiazhuang

- Skopje

- Southampton

- Estrasburgo (1)

- Surabaya

- Taichung (3)

- Taskent

- La Haya (1)

- Tijuana (1)

- Toulouse

- Turín (3)

- Ulán Bator (1)

- Utrecht

- Valencia

- Vilna (3)

- Windhoek

- Winnipeg

- Breslavia (3)

- Wuxi

- Ereván (1)

- Zhuhai

## Ya no clasificado
Las siguientes ciudades se incluyeron en la edición de 2020, pero no en la de 2022:
- Bagdad

- Birmingham

- Brazzaville

- Búfalo

- Busan

- Cardiff

- Chihuahua

- Chisináu

- Córdoba

- Dortmund

- Dusambé

- Florencia

- Goiânia

- Graz

- Haifa

- Harrisburg

- Hobart

- Honolulu

- Hsinchu

- Jerusalén

- Kazán

- Kinsasa

- Kōbe

- Kioto

- Lomé

- Macao

- Malaca

- Memphis

- Minsk

- Montpellier

- Nueva Orleans

- Novosibirsk

- Omaha

- Palermo

- Podgorica

- Puerto Elizabeth

- Port Harcourt

- Puerto Moresby

- Rochester

- Rosario

- San Petersburgo

- Salvador

- San Pedro Sula

- Sapporo

- Saskatoon

- Sendai

- Sheffield

- Suva

- Tainan

- Trieste

- Tulsa

- Valparaíso

- Vientián

- Yokohama